# エドモンズコミュニティカレッジ
エドモンズ・コミュニティカレッジとはワシントン州に存在するアメリカ合衆国のコミュニティ・カレッジ。
日本語のサイトも設置しており、日本を含めた世界各国から学生を募集している。
1990年代に神戸市北区に存在したエドモンズ大学日本校はこのコミュニティカレッジの校名を冠していた。

## 出身者
- リック・ガトームソン